# 岡山地底湖行方不明事故
岡山地底湖行方不明事故（おかやまちていこゆくえふめいじこ）は、2008年（平成20年）1月5日、岡山県新見市にある日咩坂鐘乳穴（ひめさかかなちあな）最奥部の地底湖で、当時21歳の大学生が行方不明になった事故である。

## 現場の鍾乳洞
日咩坂鐘乳穴は岡山県指定天然記念物に指定されている鍾乳洞で、日咩坂鐘乳穴神社の御神体でもある。
遭難現場となった地底湖は、総延長2,100 m（メートル）以上の洞穴の最奥部にあり、途中には、冬の渇水期以外は水没しているため通行不可能な場所がある。この地点から地底湖までは、10 mの崖や、腹ばいになったり水に浸からなければ通れない箇所が続き、危険が高まる。地底湖は幅30 m、奥行25 m、水深35 m程度、落差は約5 mあるが、落盤が階段状に堆積しているため昇降に支障はない。水の透明度は非常に低く、視界は1 m以下である。水面にはわずかに流動が見られるが、どこへ水が吐き出されているのか、明確には分かっていない。
事故以前は手つかずの美しい景観を求めて、洞穴の奥を目指す洞穴探検愛好家も多かった。2006年（平成18年）度には9件の入洞届が出されていたが、2011年（平成23年）7月以降、新見市内の洞穴の中では唯一、重大事故が多発しているとして入洞禁止となっている。

## 合宿以前
本遭難事故が起こったのは、中国・四国の学生ケイバーを中心として開催されていたケイビング合同合宿での出来事で、この冬季阿哲台合宿は、過去に2回、2006年（平成18年）と2007年（平成19年）の年初に行われていた。合宿は日咩坂鐘乳穴の、渇水期以外は水没して通行できない地点よりも先の洞穴へ入洞することを目的としていた。
2008年（平成20年）の合宿には、愛媛大学学術探検部のOBおよびOG計2名、高知大学学術探検部のOB1名と現役生3名、香川大学アウトドアスポーツクラブ（ODSC）の現役生6名、山口大学洞穴研究会と広島大学探検部のOB各1名、浜松ケイビングクラブの会員1名の計15名が参加した。チーフリーダーは愛媛大学のOBであるD（当時37歳）が務めた。
阿哲台の洞窟に入洞する場合は、新見市教育委員会生涯学習課への入洞届、入洞者名簿、連絡先、緊急時の連絡網、合宿計画書の提出が任意で求められていた。過去に2回行われた冬季阿哲台合宿ではこれらの提出は行わなかったが、生涯学習課へ入洞日程の電話連絡は行っており、その際に計画書の提出も求められなかったとされる。また、入洞前と出洞後には、日咩坂鐘乳穴神社の宮司に口頭報告を行っていた。
ただし、事故が起こったこの年の合宿では、Dは役所が仕事納めをしていると考えて電話連絡を行っていなかった。また、2日に入洞した班は宮司への口頭報告を行っていたものの、事故当日の5日に入洞した班は入洞時に宮司が不在だったため、こちらへの口頭報告も行わなかった。

### 地底湖横断の慣例
過去2回行われた阿哲台合宿では、日咩坂鐘乳穴には合計4回入洞が行われており、地底湖畔に到着すると泳ぎに自信のない者以外は、一度は地底湖を横断して、対岸の鐘乳穴最奥部の壁に到達することが慣例となっていた。2006年（平成18年）には入洞した10名のうち5名、2007年（平成19年）には入洞した21名のうち9名が地底湖を横断している。
この際「さあどうする？」「誰かいく？」と促すことはあったが、強制することはなかったとされる。地底湖を横断する際には、右壁よりも距離が短い左壁沿いに、ホールドを伝って行った。横断途中に危険を感じた者は多かったが、経験談としては達成感を強調したり、武勇伝として語られることも多かったため、危険性の認識には差があった。最奥での余興イベントと考えている者もいたという。

### 合宿の計画
2008年阿哲台合宿の計画は、Dと山口大学洞窟研究会のOB（当時23歳）が中心となり、1月1日から6日の日程で立てられた。入洞希望調査の結果、日咩坂鐘乳穴を希望する者と、ゴンボウゾネの穴から本小屋の穴までの通り抜けルートを希望する者があり、各人の参加予定を考慮して調整を行い、日咩坂鐘乳穴には、2日と5日の2回入洞する予定とした。
また、5日は14名と参加人数が多いため、日咩坂鐘乳穴班と通り抜けルート班の2班に分けることにした。通り抜けルート班のチーフリーダーはD、日咩坂鐘乳穴班のチーフリーダーは香川大学現役生の女性O（当時24歳）が務めることとなった。
入洞希望調査や装備の買取りに時間がかかったため、計画書が完成したのは12月30日のことだったが、内容は安全対策を考慮しないものだった。内容は合宿の目的、渉外先、名簿、日程のみで、入出洞時間やレスキュータイム、装備計画、在郷連絡先、緊急時連絡網などの記載はなかった。
また、愛媛大学、高知大学、香川大学、山口大学、広島大学、浜松ケイビングクラブ事務局のうち、合宿を承認していたのはOが独自で作成し提出した計画書を受け取った香川大学のみで、他の大学およびクラブのメンバーは計画書の提出を行っておらず、緊急時の連絡先、在郷連絡先も定めていなかった。Oの提出した計画書には唯一、入出洞予定時刻、レスキュータイム、緊急時の連絡先、在郷連絡先、入出洞の際に電話連絡を行う旨が記載されていた。

## 合宿・5日朝まで
合宿が始まって2日目の2008年（平成20年）1月2日、1回目の日咩坂鐘乳穴への入洞が行われた。この班はDを中心とする4名で、5日に遭難した学生は参加していない。昼の12時15分に入洞を開始し、14時頃に洞窟最奥部の地底湖に到達した。
この際、地底湖の対岸へ「さあ誰か行く？」という発言があり、唯一地底湖横断経験がなかった山口大学のOB（当時23歳）が「泳がんの？」と言われたが、彼は泳ぎに自信がないため辞退している。経験のある他の3名も、何度も泳ぐ必要がないと考えて横断は行わず、誰も泳がないためそのまま出洞を開始した。出洞が完了したのは15時45分だった。
高知大学3回生のN（遭難した学生、当時21歳）は4日の朝まで関西の実家に帰省しており、同日16時3分に井倉駅に到着、17時20分に井倉温泉で他の参加者と合流した。この際には特に疲れている様子は見られなかった。
4日の夕食後にミーティングを兼ねて各自飲酒をし、同時に計画の見直しが行われた。この際、通り抜け班は人数が多いことから2班に分割し、Dがチーフリーダーを務める通り抜け1班と、通り抜けルートの経験がある2名を入れた通り抜け2班（この班はチーフリーダーを定めなかったため、MとEの班とする）に分けた。
そしてこのとき、Nが通り抜け班から日咩坂鐘乳穴班へと変更になった。Nから日咩坂鐘乳穴への入洞希望はなく、また当初、DはNに日咩坂鐘乳穴への入洞経験があるものと認識していたため通り抜け班に割り振っていたが、Nから入洞経験がないという発言があったことと、日咩坂鐘乳穴班の班員は4名中3名が香川大生であり、他団体との相互交流を目的とする合宿の目的上、他大学の参加者を1名入れたほうがふさわしいとの判断からであった。最終的に、通り抜け班は5名と4名、日咩坂鐘乳穴班は5名という振り分けで決定した。
22時の消灯時にNは一度就寝したが、5日0時頃に起き出して、他の参加者3名と横になって話し込んだ。Nの睡眠時間は合計約7時間程度で、翌朝8時30分頃に起床した際、特に疲れた様子はなく、前夜のアルコールが残っている様子もなかった。朝食後、日咩坂鐘乳穴班は9時半頃、その他の班は11時頃に宿所を出発した。

## 5日・入洞

### 地底湖まで
前日夜の班編成変更により、日咩坂鐘乳穴班は以下の5名となった。
| 所属                 | 氏名 | 学年（年齢）  | 性別 | 洞窟経験 | 日咩坂入洞回数 | 地底湖横断経験 |
| -------------------- | ---- | ------------- | ---- | -------- | -------------- | -------------- |
| 香川大学ODSC         | O    | 5回生（24歳） | 女性 | 5年      | 3回            | なし           |
| 香川大学ODSC         | F    | 3回生（22歳） | 女性 | 3年      | なし           | なし           |
| 香川大学ODSC         | S    | 1回生（19歳） | 男性 | 4ヶ月    | 1回            | 1回            |
| 高知大学学術探検部   | N    | 3回生（21歳） | 男性 | 3年      | なし           | なし           |
| 浜松ケイビングクラブ | K    | OB（29歳）    | 男性 | 4年      | 4回            | なし           |

5日10時58分、チーフリーダーの女性Oが、香川大学ODSC在郷連絡先の緊急連絡受信係に、メールで日咩坂鐘乳穴の入出洞時刻を連絡した。11時半に入洞を開始。12時10分に第一ラダーポイント（落差）を降下、このときはロープを使用しなかったが、12時40分と13時にそれぞれ降下した第二、第三ラダーポイントでは使用した。その後、大石柱ホールへ到着し、昼食、休憩、写真撮影を行った。
14時17分に最奥部の地底湖へ到着した。湖畔でOが地底湖の概要を説明すると、NとKの2人が地底湖横断に興味を示した。まずKが横断を試み、左壁面に沿ってつかまれる部分を探りながら2、3 m程進んだが、そこで足がつかなくなった。Kは泳げないため、その地点で引き返した。
Kが横断を断念した後、他に横断を試みる者はなかった。そのためKが出洞を提案すると、Nは「浮き輪やフィンがあればいいのにな」「ここは無理そうですね」と発言した。心残りがあるものの、他の班員が泳ごうとしないため決心がつかない様子であったという。その様子を見た他の班員から、日咩坂鐘乳穴に入洞する機会は少ないため、心残りがあるのなら行ったらどうか、という趣旨の発言があったが、Nは返答しなかった。
その後、Oも出洞を提案したためN以外の班員は出洞を開始しようとしていたが、Nはまだ迷っている様子で、他の班員を誘うような発言をした。班員は、自分は横断しないが、行きたいと思うのであれば行った方が良いのではないか、という趣旨の返答をしている。
この返答の後、Nは数秒間湖面を見つめていたが、無言のまま地底湖中央を対岸へ向かって泳ぎ始めた。Oは照射距離の長いライトを点灯して、泳ぐNのヘルメット付近を照らし、他の班員も泳ぐNを見守った。

### 遭難
Nは地底湖の3分の2程度まで泳いだところで一度止まり、振り返るような動きを見せたが再び泳ぎ出し、対岸へ辿り着いた。対岸に到着したNは片手を上げて合図を送るような動きを見せたが声は聞こえず、班員も「どう？」「大丈夫？」などの声を送ったが、返答や合図はなく、声は聞こえていない様子であったという。
その後、対岸の岩に腰かけ、足を水につけて休んでいるようなNの姿をFが目撃している。また、OとFが、水から完全に上がって立ち上がり、周囲を観察するようなNの姿を確認した。その後、O、F、Kは、Nが戻り次第出洞するため、出洞にかかる時間などについて話しており、数十秒間Nから目を離していた。
次にOとFが対岸を見たとき、Nの姿は確認できなかった。OとFは、こちらから死角となっている左壁に沿って戻ってくる途中であると思い、声で呼びかけたが返答はなかった。見ると、右壁の天井付近にNのライトの明かりが当たっているのが確認された。このときのライトの動きはゆっくりとしており、泳いでいるときのような激しいものではなかった。
Oはライトの動きから、Nが左壁につかまって右壁を観察しているものと思い、早く帰ってくるよう呼び掛けたが応答はなかった。その後、天井に当たっていたライトは移動し、確認できない時間が長くなった。
断続的にその後も「Nくーん！」「早く戻ってこーい！」などと呼び掛けていたが応答はなく、水音や反響で聞こえていないと考えた班員が「おーい」と呼びかけると、初めて「おーい」との声がNから返ってきた。
10秒から15秒後に再度「おーい」と呼びかけると、これにも「おーい」との応答があり、さらに10秒から15秒後に行った3度目の「おーい」との呼びかけにも応答が返ってきた。この3度目の応答は「おーい」と聞き取れるものではなかったが、確かに応答であり、また待機していた4名に危機感を抱かせるようなものではなかったという。
さらに10秒から15秒後、4度目の「おーい」との呼びかけを行ったが、Nからの応答はなかった。応答が途絶えたため、班員らはここでNに不測の事態が発生したと考え、各自大声で呼びかけたが、やはり応答はなかった。洞壁や水面にはNのライトの反射は見えず、湖面にも波紋はなかった。Oが左壁面沿いに5 - 6 m泳ぎ出て、死角のない位置から湖面全体を確認したが、Nの姿やライトの光は見えなかった。
その後、Sも途中まで泳ぎ出た後、ホイッスルでのコールを続け、Kは湖面の観察を行っていたが、Nの姿は確認できないままだった。その間にOとFは今後の対応を協議し、Nが支洞に入った可能性も検討したが、状況から考えて水中であるとの結論で一致した。班員らでの捜索も検討したが、ライフジャケット等の浮力を有する装備がないため、地底湖の捜索は行えないとの結論に至った。

### 出洞と通報
次に、救援を要請するために出洞する人員について検討し、Fからは洞内では単独行動をしないのが原則であり、2名を残して2名が出洞し、通報するべきとの意見が出た。しかしこの時点で、O、K、Sの3名は湖で泳いでいたほか、Fも地底湖に到達する途中の水流部で全身が濡れていたため、長時間この場所に停滞することは低体温症を引き起こす危険があった。Oは2名を残した場合、二次災害の危険性が高いと判断し、全員での出洞を決断した。
班員は出洞前に、Nを待機していた場所の目立つ岩の上へ「N君へ、ここで待っていてください。救援が来ます」と書いたメモと、保温性の高いサバイバルシートを置いた。このメモの場所にライト等を点灯設置することはしなかった。
14時50分に出洞を開始し、各ラダーポイントに張ったロープはそのまま残置した。出洞するまでの間にOとFが通報について検討を行い、警察と消防に通報する必要があるとの結論に達した。
16時に出洞が完了、16時15分に日咩坂鐘乳穴神社に到着し、そこでOとFがそれぞれ警察と消防に通報しようとしたが、ここでKが、通報は1名が行ったほうがいい旨と、警察や消防への連絡の前に、チーフリーダーのDへまず連絡したほうがいいのではないかという旨を意見した。そこでOも、ケイビング経験のない警察や消防よりもDらのほうが迅速な行動が可能であり、また警察に通報すると即時に入洞禁止措置が取られ、捜索ができなくなると考えた。
16時17分、Oは携帯電話で最初にD、次にMへ連絡を試みたが不通で、他の参加者にも繋がらなかった。16時25分、Oは香川大学ODSC在郷連絡先の緊急連絡受信係に連絡を行った。また通報についても同時に相談し、連絡受信係はOの話から、水中以外の場所にNがいる可能性もあると判断し、その場合はケイバーによる捜索が必要である、そのためDの出洞を待って合宿参加者で捜索するほうが良いのではないか、と提案した。
この提案をOとKも支持し、16時45分、2名はSとFを神社に待機させ、他の班へ事故の発生を知らせるため、車で宿所に戻った。17時16分に宿所に到着し、直前に到着していたMとEの班に事故の状況を説明した。
この日、通り抜け班で初めに事故の発生を知ったのは、MとEの班に入っていた香川大学ODSC会員の1名が、班が宿所に到着後、香川在郷連絡先へ出洞報告を行ったときだった。Oの報告を受けていた連絡先の係が事故の件を伝え、その直後に日咩坂鐘乳穴班のOとKが宿所に到着した。Dに連絡を取るため、Mともう1名の同班の班員が車でゴンボウゾネへ向った。
一方、Dの班はゴンボウゾネの穴で登攀ルートが分からず約1時間迷っており、出洞後に1時間林道を歩いて18時11分に車道へ出たところで、車で待機していたMらに会い、初めて事故の発生を知った。Dは警察への通報をEに指示し、18時12分にEが警察へ通報、警察から消防へ通報が行われた。

## 捜索
5日23時、救難用具を抱えた岡山県警機動隊員、新見署員、消防署員、付近の洞穴に詳しいとして応援依頼を受けた岡山ケイビングクラブ部員らが鍾乳洞へ入ったが、地底湖までは約1,600 mという距離がある上、複雑な地形や、腹ばいにならなければ進めないほど狭い箇所、ロープを張って昇降しなければならない岩壁などに阻まれ、最奥部の地底湖までたどり着くには3時間を要した。
地底湖内の水の流れがはっきり分からないことから、潜水作業は危険であると判断されたほか、洞内が狭いため重機のみならず酸素ボンベを持ち込むことも不可能であった。そのため、捜索は湖面に浮べたゴムボートから錨や水中カメラを使う形で行われた。しかし、湖水が白濁しており視界が利かないことから、水中カメラも効果を発揮することはできなかった。徹夜で捜索を行ったが、捜索隊の体力の消耗も激しく、6日8時に一旦中断し、翌7日9時から再開することとした。
捜索隊の入洞後、神社に残された連絡員1人を除く合宿参加者は全員宿所に戻っていたが、6日朝の起床後に日咩坂鐘乳穴へ向かい、出洞してきた捜索隊からDら3名が状況説明を受けた。その話から、捜索は水中のみであり支洞部分は行っていないことを知り、二次災害のおそれの少ないDら3名が捜索を行うことを提案し、警察も了承した。
3名は11時に入洞したが、第二ラダーポイントで残置されていると考えていた補助ロープを発見できず捜索を終了、13時に出洞した。その後、現地に駆け付けた高知大学学術探検部OBの1名を加えて、警察に連絡の上18時20分に再び入洞、2人ずつに分かれてそれぞれ支洞と地底湖の捜索を行った。
Dら2名が水流の上流、大石柱ホールなどの支洞を捜索したが発見はできなかった。一方で駆け付けたOBはライフジャケットを装着して地底湖を横断、対岸と壁面を中心とした支洞を捜索した。Nが最後に目撃された地点附近の壁面には、ほぼ垂直の3 cm程度の岩の割れ目があった。これに沿って5 m程度登ることも可能だったが、人が登った痕跡はなかった。21時30分に4名は合流し、話し合いの結果、残されたのは地底湖の水中のみであるという結論に達した。23時に出洞、23時17分に警察に出洞の連絡を行った。
7日は10時過ぎから新見署員や県警機動隊、消防署員ら約50人態勢で捜索を行ったが発見されず、16時過ぎに一旦中止なった。
その後、捜索は6日間にわたり、機動隊員ら延べ200人によって行われたが、洞内の地形の複雑さから二次災害が起こるおそれが高いために難航し、県警は10日に捜索打ち切りを決定した。鍾乳洞内部は足場が悪いため、機動隊員ですら長時間の捜索が難しいという状況だった。また、湖面に浮べていたボートが流されたことから、湖水はどこかへ抜けているとみられ、県警はNが流された可能性もあると考えていた。

## 事故原因
Nが発見されていないことから、事故が起こった原因は特定されていない。当事者のケイバーらが事故後にまとめた調査報告書では、「事故者は何らかの原因により、地底湖横断中、帰路において地底湖に沈んだと考えられる」とした上で、「地底湖を横断中に体力が尽きた」「地底湖横断中に足がつった」「地底湖横断中にパニックに陥った」「地底湖横断中に意識を喪失した」「地底湖横断中に死に直結する生理学的な反射を引き起こした」と、考えられる原因を挙げている。また、水温（12 - 14 °C）と泳いだ時間（10分程度）からして、低体温症に陥った可能性は低いとしている。
Nはこの合宿までに、確認されているだけで24回の入洞経験があった。また、海水でマスクやシュノーケル、フィンおよびウェットスーツを着用して2時間以上の突き漁を行った経験も複数回あったほか、海水でも淡水プールでも、100 mを余裕をもって泳ぎ切るだけの泳力も有していた。さらに高知県須崎市の樽の滝の滝壺で、事故時と同様のアンダーウェアとつなぎで遊泳したことも3回あった。
一方で、着衣水泳の講習等を受けたことはなかったほか、冬季に保温性のある装備なしで遊泳した経験はなかった。また、樽の滝での遊泳はいずれも5月から6月で、2008年（平成20年）6月の滝壺の水温は約16 °Cだった。そのほか、夜間や洞内での遊泳経験もこれまでになかった。

## その後

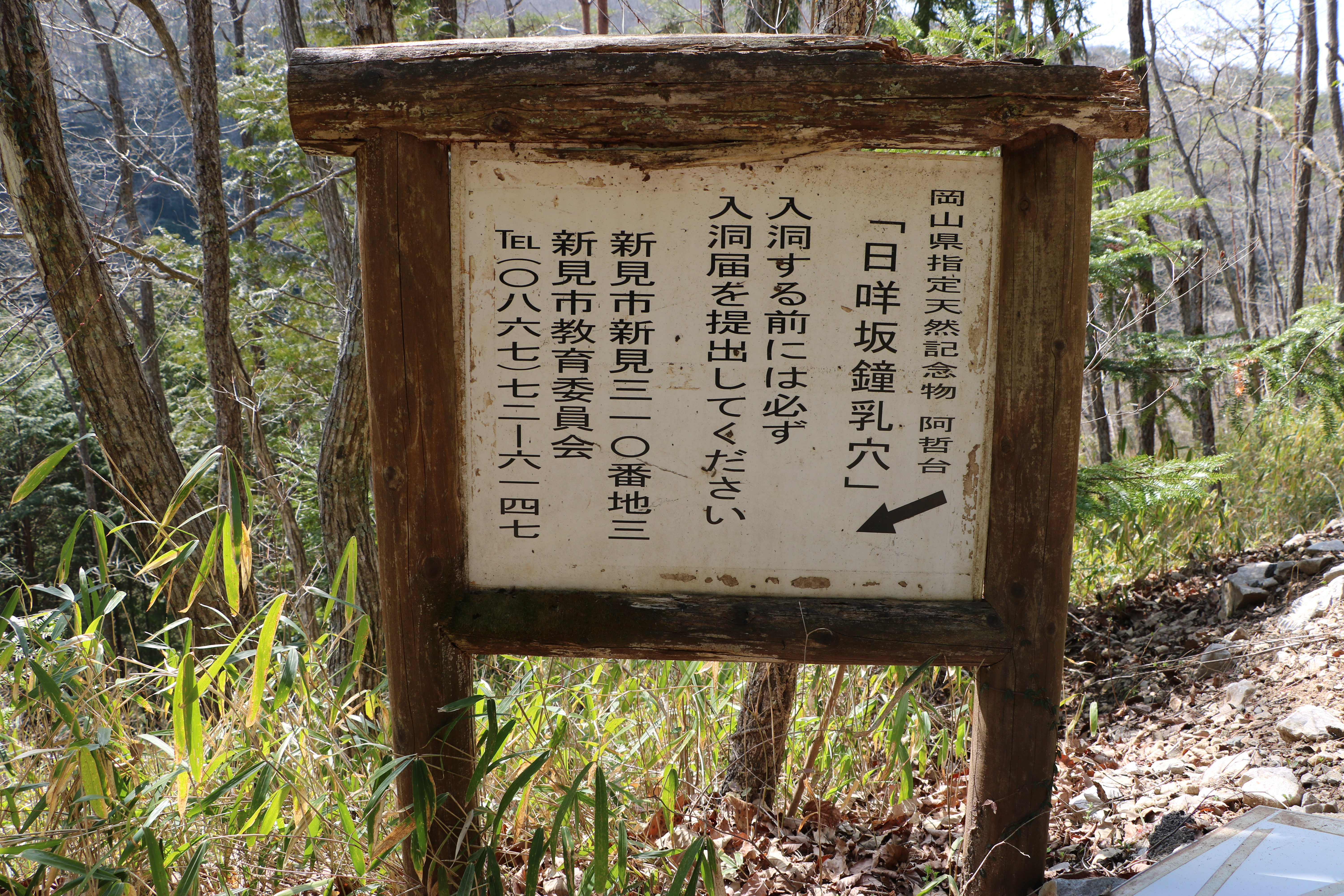
日咩坂鐘乳穴ドリーネ降り口に設置された入洞届提出を注意する看板（2021年3月25日撮影）

事故後、新見市教育委員会は日咩坂鐘乳穴入口近くに「入洞する前には必ず入洞届を提出してください」との注意書きと、万一の場合に備え市教育委員会の所在地および電話番号を記した看板を設置した。入洞届の情報は、市の消防本部に予め伝達される。
ただし前述の通り、2023年（令和5年）8月現在では、日咩坂鐘乳穴は入洞自体が禁止となっている。
また新見市消防署では、市内草間のゴンボウゾネの穴で、初めて日本洞窟学会救助委員会の指導を受けた救助訓練を行っている。

## 類似の事故

### 奥多摩地底湖行方不明事故
1986年（昭和61年）10月26日、上智大学ダイビングクラブの会員ら6名が、東京都西多摩郡奥多摩町氷川の鍾乳洞、通称「聖穴（ひじりあな）」に10時30分頃入洞し、その内4名が酸素ボンベを装備して洞内の2つの地底湖の探検をしていた。15時頃に4年生の男子学生（当時22歳）が4名の先頭に立ち、入口から約60 mの地点にある水深15 mの第二地底湖に潜ったものの、20分が経過しても出てこなかった。その後4日間にわたる捜索が行われたが、洞窟が狭く入り組んでいること、水中の視界が悪いことから、発見されずに打ち切られた。
2011年（平成23年）10月頃、地底湖に潜水していたダイバーが、ウェットスーツを着た白骨死体を発見。通報を受けた警視庁も水中で死体を確認したが、岩に引っかかっており、地形も入り組んでいるため引き揚げが難しい状況だった。11月13日になってようやく遺体が引き揚げられ、調査の結果DNAが一致したことから、25年前に行方不明になった上智大生であると確認された。

### その他
- タムルアン洞窟の遭難事故 - 2018年にタイ王国で発生した事故。洞窟に閉じ込められた学生らの救助のため洞窟潜水を行ったダイバー1名が死亡した。